# 伊万·科涅夫
伊萬·斯捷潘諾維奇·科涅夫（俄语：Иван Степанович Конев，羅馬化：Ivan Stepanovich Konev，1897年12月28日—1973年5月21日）是蘇聯紅軍一名指揮員，最高軍銜為「蘇聯元帥」，於第二次世界大戰參加多場重大戰役，包括攻佔納粹德國首都的柏林戰役。戰後，科涅夫擔任華沙公約組織總司令，並於任內指揮部隊鎮壓了「1956年匈牙利革命」。東歐革命後，各國蘇聯人物的紀念雕像陸續被拆除，科涅夫位於布拉格的雕像也於2020年被市政府拆除，還一度引發俄方強烈抗議並指控竄改歷史。不過後續事實上是該雕塑將會收入國家博物館中。

## 早年

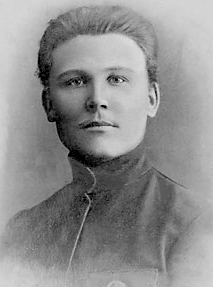
1910年代的科涅夫

生于沙皇俄国沃洛格达省尼古拉斯柯依县洛杰伊诺村（今属基洛夫州）一个富農家庭。15岁从村办学校毕业后，成了一位森林锯木工学徒。第一次世界大战爆发后，在1916年春应征当兵，在炮兵训练队毕业后，在莫斯科编入一个重炮兵旅任下士，随部调入西南方面军在独立第2重炮兵营服役。1917年十月革命后，沙俄军队解散，1918年1月科涅夫复员回乡，在家乡参加了地方苏维埃的斗争，在1918年初加入俄国共产党（布尔什维克），担任尼科利斯克地区军事委员。组建了当地革命武装“战斗支队”并任政委。率领所部开赴俄国内战东线作战。后担任第102装甲列车的政委、旅政委、师政委。1922年，担任远东共和国人民革命军政委，与布柳赫尔、乌博列维奇等共同指挥对盘踞远东的日军、美军作战。

## 兩次大戰之間

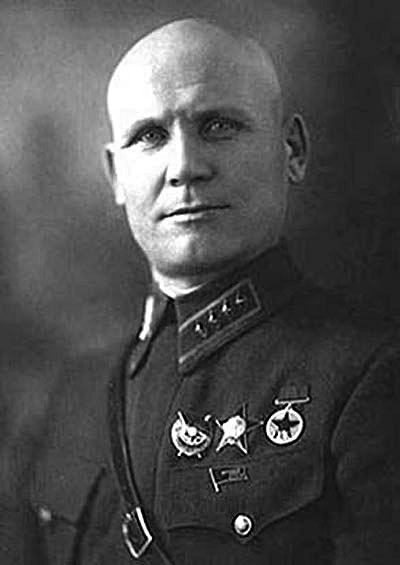
身穿二級集團軍級指揮員制服的科涅夫，左胸前佩戴著紅旗勳章、紅星勳章和紅軍建軍二十週年獎章。

1922年内战与反对帝国主义干涉的战争结束后，科涅夫任滨海边疆区的步兵第17军政委。1924年8月红军大规模缩编复员，调任莫斯科军区驻下诺夫哥罗德的步兵第17师政委。受到时任莫斯科军区司令员的伏罗希洛夫的赏识，并建议科涅夫乘年轻改任军事指挥员。1926年科涅夫进入伏龙芝军事学院的高级指挥人员进修班。1927年学习期满后，回步兵第17师担任步兵第50团团长。1932年得到国防人民委员伏罗希洛夫推荐得以离职进入伏龙芝军事学院特别系学习。1934年12月毕业后，担任步兵第37师师长。1935年11月26日获得师级指挥员军衔。1937年改任步兵第2师师长。
在1937年開始的大清洗中，科涅夫被調查出有偽造出身，他在1921年時修改自己出身自貧農，但所幸這份報告直到1938年史達林決定要止住逮捕潮時才送到有關機構。1938年2月22日获得军级指挥员军衔。苏联与日本的张鼓峰军事冲突后，1938年8月调任外蒙古，担任第57特别军军长，统一指挥驻蒙古所有苏军部队。1个月后，调任驻哈巴罗夫斯克的红旗第2独立集团军司令员。1939年2月8日晋升为二级集团军指挥员军衔。1940年6月4日，改为中将军衔，被任命为外贝加尔军区司令员。1941年1月，被任命为北高加索军区司令员。
1937年成为苏联最高苏维埃代表。1939年，在联共（布）十八大上成为候补中央委员。

## 第二次世界大战
當德軍在1941年6月進攻蘇聯時，率領北高加索军区改编的第19集团军经过千里输送刚下火车准备駐防维捷布斯克，在行军间未及集结就与突入的德军装甲第3集群遭遇展开恶战。科涅夫较好地掌握了部队，有效抗击了德军装甲兵的突击，突出重围，随后率部参加了斯摩稜斯克战役。因此在1941年9月11日接替铁木辛哥为西方面军司令员，担负防守莫斯科方向的重任，9月12日晉升为上将。

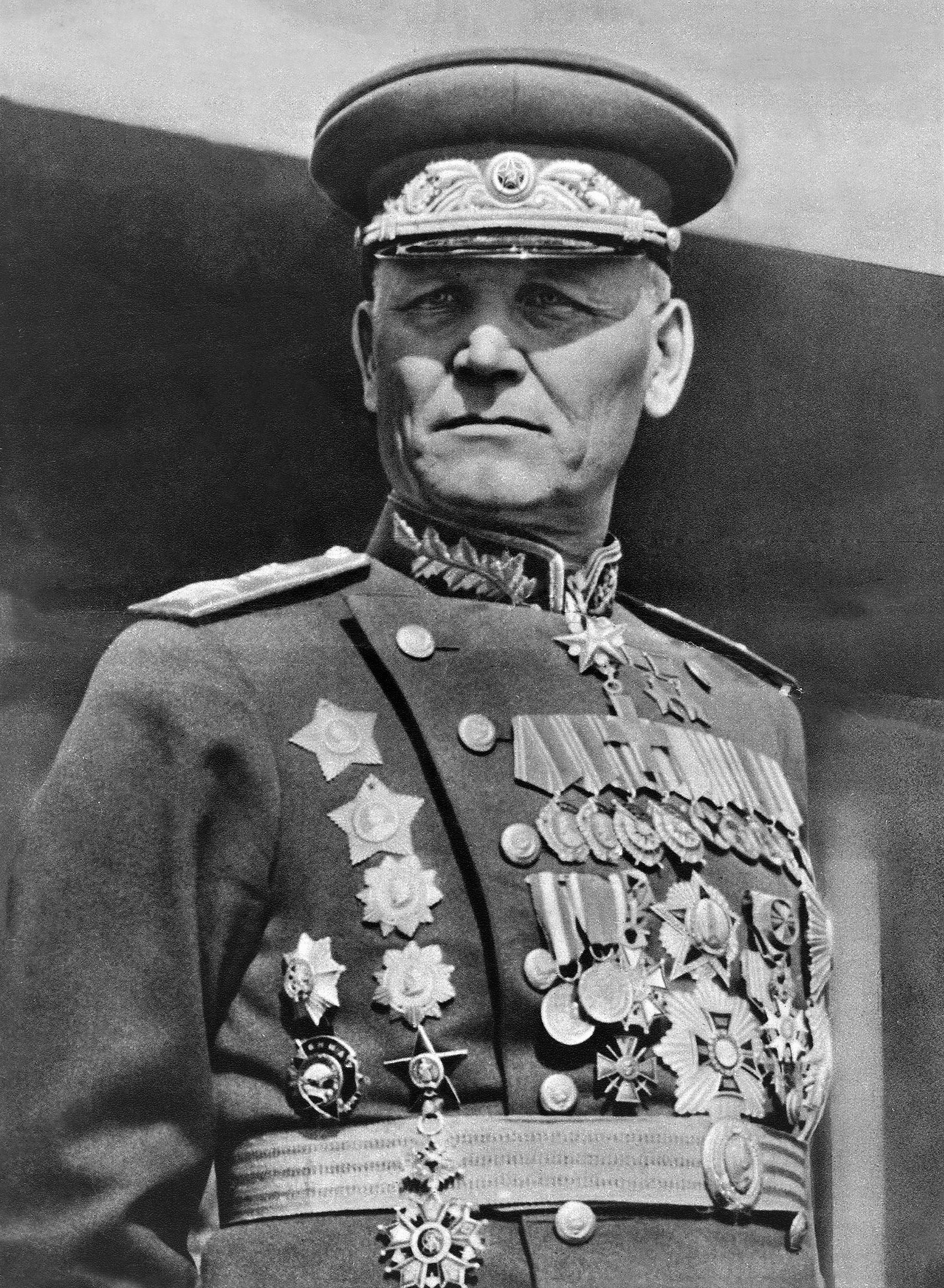
1945年6月的科涅夫

「莫斯科保衛戰」爆发后西方面军、预备方面军、布良斯克方面军主力共有8个集团军被德军在维亚兹马和布良斯克两大包围圈内歼灭，德军宣称共俘获苏军673,000人，3个方面军的苏军只有90,000多人退守第2道防线。自1941年10月上旬由朱可夫接任方面军司令员，科涅夫改任副司令员并負責方面军右翼「加里寧防線」佈署防務作戰。不久科涅夫指挥的3个集团军组建为加里宁方面军并担任司令员。1941年12月7日莫斯科会战反攻阶段，加里宁方面军在转入进攻的第1天就全线突破德军防御，突入德军防御纵深一路向西推进200公里－400公里到达俄罗斯与白俄罗斯的边界，到1942年8月在首都莫斯科週邊反擊德軍作戰 
1942年8月朱可夫紧急调任斯大林格勒的南方战场后接任西方面军司令员，1943年2月28日改調派至蘇聯西北方面军任司令员，1943年7月调任新组建的草原军区（不久改称草原方面军）任司令员，拥有580,000人、1,640辆戰車和自走砲的强大实力，参加了库尔斯克会战，战役结束5天后8月26日晋升大将军衔。
在庫爾斯克戰役勝利後所部改称乌克兰第2方面军席卷左岸乌克兰的第聂伯河会战、强渡第聂伯河、解放右岸乌克兰。1944年2月18日在成功围歼科尔宋—舍甫琴科夫斯基突出部约10个师的德军后，成为德蘇战争开始后第4位的蘇聯元帥（仅次于朱可夫、华西列夫斯基和斯大林）。1944年5月接任烏克蘭第1方面军司令员，拥有兵力达120万人、2,050辆戰車和自走砲、3,250架飞机，粉碎了拥有900,000兵力、900辆戰車、700架飞机的德國“北乌克兰”集团军群並解放了西乌克兰。1944年7月14日发动了利維夫-桑多梅日攻勢攻入波蘭，不久又攻入斯洛伐克。7月領軍橫越波蘭中部維斯杜拉河並榮獲蘇聯人民英雄勳章表揚，同一年他的集團軍群駐守紅軍第4烏克蘭前線 向斯洛伐尼亞進軍，並鼓勵當地共產黨游擊隊推翻納粹統治。

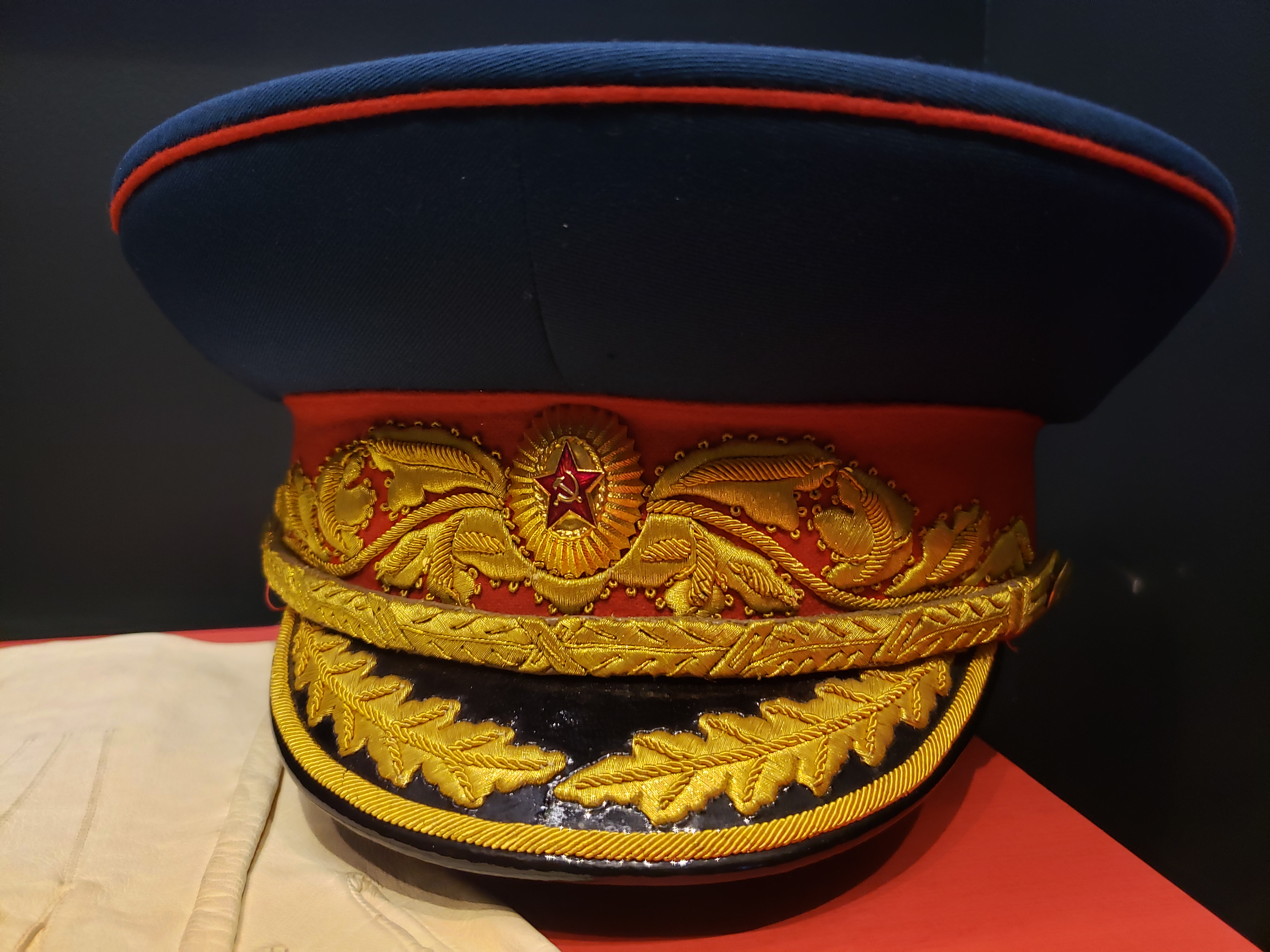
莫斯科衛國戰爭中央博物館藏科涅夫元帥禮服軍帽

1945年1月科涅夫的乌克兰第1方面军拥有110万人、3,244辆戰車和自走砲、2,582架飞机、16,000門火砲和迫击砲，與朱可夫的白俄罗斯第一方面军共同發動維斯瓦河-奧德河攻勢，把大批德軍從維斯杜拉河趕到奧得河邊，在「南波蘭」他的軍團佔領克拉科夫，并解放了后来世界著名的奥斯维辛集中营与西里西亚工业区。1945年4月科涅夫的乌克兰第1方面军拥有110万人、3,244辆戰車和自走砲、2,582架飞机、16,000門火砲和迫击砲，與他軍中競爭者朱可夫元帥所率領蘇軍第1白俄羅斯戰線集團軍群，都橫渡奧得河一起攻向德國首都柏林，科涅夫軍團先攻佔柏林，但是史達林給朱可夫軍團優先佔領「德國國會大樓」機會並在此升起蘇聯國旗。科涅夫軍團奉令至德國西南部作戰，在那托爾高他代表蘇軍第1次與美軍會師，也解放收復布拉格，不久後德軍正式投降。

## 戰後生涯

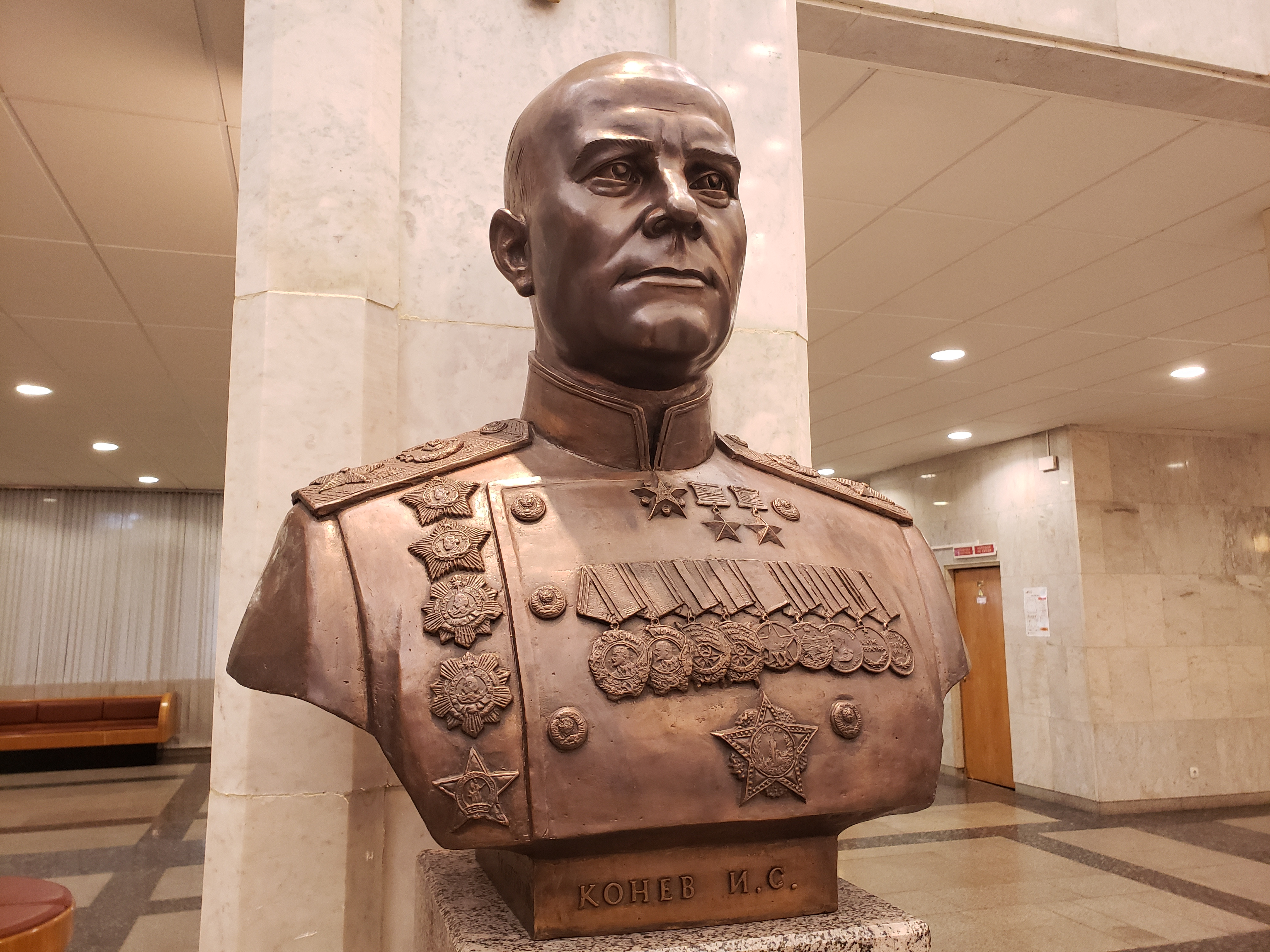
莫斯科衛國戰爭中央博物館指揮官大廳科涅夫元帥半身像

戰後被派任為蘇聯佔領軍駐東德司令員與盟軍派駐奧地利司令。1946年6月接替朱可夫担任苏联国防部第一副部长兼蘇聯陸軍總司令。1950年6月之後任喀爾巴阡戰區司令。
史達林逝世以後，赫魯晓夫於1953年委託科涅夫负责審判史達林時代的内务部长貝利亞並最终判处其死刑，1955年再次擔任苏联国防部第一副部长兼蘇聯陸軍總司令。1956年担任首任「華沙公約組織」武装力量总司令，並派兵镇压了匈牙利发生的革命。
1960年卸任並立即從第一線活躍舞台退休。1961年至1962年由于修建柏林墙形势紧张，又回來擔任苏联驻德国集团军司令。1962年在盛大歡迎典禮裡，接受擔任考核将领的「蘇聯國防部」新職務。
他結婚過兩次，女兒娜塔莉雅後來當上了俄羅斯陸軍大學文學與語言學學院院長。
1969年蘇聯國防部為科涅夫出版一本285頁的戰爭回憶錄，俄語名為「45」，意指其從軍的45年，同年还出版了英語版，由莫斯科「前進出版社」發行；在回憶錄中提到他攻打柏林、布拉格，與朱可夫元帥、史達林的交往，在戰場上認識美軍上將布萊德雷與雅沙·海飛茲，英語版書名改為"I. Konev - YEAR OF VICTORY."；同时也印发西班牙語版 "El Año 45."。
身為蘇聯元帥兩次榮獲蘇聯英雄勳章，最後葬在克里姆林宮紅場墓園。
1992年他在波蘭克拉科夫的雕像被移除，被移交給烏克蘭。2020年他在捷克布拉格的雕像被移除。

## 註記
1. ↑  . Rti 中央廣播電臺. 2020-04-03  [2025-04-29] （中文（臺灣））.
2. ↑  （中文）羅伯茨, 傑弗里. . 社会科学文献出版社. 2015: 120-121. ISBN 978-7-5097-7167-9.
3. ↑  . BBC. 2020-04-28  [2020-04-28]. （原始内容存档于2020-11-26）.

| 前任： (无) | 第一任華沙公約組織聯合武裝部隊最高司令 1955年 – 1960年 | 繼任： 安德烈·格列奇科 |